# Departamento Federal de Defensa, Protección de la Población y Deportes
El Departamento Federal de Defensa, Protección de la Población y Deportes (DDPD) (en alemán: Eidgenössisches Departement für Verteidigung, Bevölkerungsschutz und Sport - VBS, en francés: Département fédéral de la défense, la protection de la population et des Sports - DDPS, en italiano: Dipartimento dederale della difesa, della protezione della popolazione e dello Sport - DDPS) es uno de los siete departamentos o ministerios del Consejo Federal en Suiza.
El actual encargado del departamento es Martin Pfister y tiene 12.000 empleados.
El propósito central del DDPD es proporcionar "la seguridad y el movimiento" de Suiza y su población. Ejército, protección de la población y las instituciones civiles funcionan según el principio de "seguridad mediante la cooperación" en estrecha cooperación. Protegen y ayudan en el país y en el extranjero. La paz es una contribución importante a la seguridad internacional y por lo tanto a la seguridad de Suiza. La Oficina federal de deportes alienta al Departamento de Deporte y el ejercicio en el ámbito nacional, contribuyendo así a la salud de la población.

## Cambios en su denominación
Con la creación del Estado Federal en 1848, se creó también el "Departamento Militar". En 1979 fue denominado el "Departamento Militar Federal" (EMD). Desde 1998, con la integración de la protección de la población y el deporte, lleva el nombre de Departamento de Defensa, Protección de la población y Deporte.

## Dependencias
- Secretaría General
- Oficina del Jefe Auditor (justicia militar)
- Servicio de Inteligencia de la Confederación (NDB/SRC)
- Estado Mayor de la Delegación del Consejo Federal en Materia de Seguridad (Stab SiA/EM DélSéc)
- Defensa:
  - Estado Mayor del Ejército
  - Estado Mayor de Conducta del Ejército
  - Fuerzas Terrestres (FT)
  - Fuerzas Aéreas (FA)
  - Base Logística del Ejército
  - Base de Apoyo al Mando
- Oficina Federal de Protección de la Población (BABS/OFPP)
  - Laboratorio Spiez
  - Central Nacional de Alarma (CENAL)
- Oficina Federal de Deporte (BASPO/OFSPO)
- Armasuisse
- Oficina Federal de Topografía (swisstopo)

## Consejeros federales jefes del departamento
- 1848-1854: Ulrich Ochsenbein
- 1855-1859: Friedrich Frey-Herosé
- 1860-1861: Jakob Stämpfli
- 1862: Constant Fornerod
- 1863: Jacob Stämpfli
- 1864-1866: Constant Fornerod
- 1867-1868: Emil Welti
- 1869: Víctor Ruffy
- 1870-1871: Emil Welti
- 1872: Paul Ceresole
- 1873-1875: Emil Welti
- 1876-1878: Johann Jakob Scherer
- 1879-1888: Wilhelm Hertenstein
- 1889-1890: Walter Hauser
- 1891-1897: Emil Frey
- 1897-1898: Eduard Müller
- 1899: Eugène Ruffy
- 1900-1906: Eduard Müller
- 1907: Ludwig Forrer
- 1908-1911: Eduard Müller
- 1912-1913: Arthur Hoffmann
- 1914-1919: Camille Decoppet
- 1920-1929: Karl Scheurer
- 1930-1940: Rudolf Minger
- 1940-1954: Karl Kobelt
- 1955-1966: Paul Chaudet
- 1967-1968: Nello Celio
- 1968-1979: Rudolf Gnägi
- 1980-1983: Georges-André Chevallaz
- 1984-1986: Jean-Pascal Delamuraz
- 1987-1989: Arnold Koller
- 1989-1995: Kaspar Villiger
- 1996-2000: Adolf Ogi
- 2001-2008: Samuel Schmid
- 2009-2015: Ueli Maurer
- 2016-2018: Guy Parmelin
- 2019-2025: Viola Amherd
- desde 2025: Martin Pfister